# 何婉鴻
何婉鴻（英語：Nanette Fung née Ho，1920年—2023年2月28日），香港富商何福孫女、澳門賭王何鸿燊的胞姐之一，香港教育工作者。

## 生平
1920年生於一香港歐亞混血兒家庭，早年畢業於拔萃女書院，獲獎學金入讀香港大學。在蘇格蘭Moray House取得英文教學文憑後，返港於教學界工作多年，曾任柏立基教育學院院長。

## 家庭
何婉鴻排行第八，人稱八姑娘，其父何世光為富商何福第四子，母冼慶雲為華商總會主席冼德芬（Stephen Hall）之女，九弟為澳門賭王何鴻燊。1942年，何婉鴻與同學馮啟德成婚，次年，女兒馮紹漣生。兩年後，丈夫在海上失蹤。馮紹漣由何婉鴻獨力撫養，後來成為一名肖像畫家、雕塑家，1999年因病逝世。2005年，何婉鴻在澳門觀光塔設立展館，長期展示女兒遺作。

## 其他
何婉鴻為澳門旅遊娛樂有限公司股東之一，擅長書畫，師從趙少昂弟子黃磊。好粵曲，亦為張學友歌迷。2009年，何婉鴻將自己的靈異經歷輯錄，推出著作《八姑娘靈異歷程》。

## 參看
- 何啟東家族

## 外部参考
- 名人熱話︰鬼話連篇．何婉鴻（页面存档备份，存于），東週刊
- 何婉鴻、馮紹連慈善會（页面存档备份，存于）
- 憶念紹漣（1943-1999）畫作及雕塑展

1. ↑  張桂珊訃聞. 華僑日報. 1988-02-25. 第二張第一頁
2. ↑  . 2023-03-02  [2023-03-02]. （原始内容存档于2023-03-23）.